# Bistum Ruteng
Das Bistum Ruteng (lat.: Dioecesis Rutengensis) ist eine in Indonesien gelegene römisch-katholische Diözese mit Sitz in Ruteng.

## Geschichte
Das Bistum Ruteng wurde am 8. März 1951 durch Papst Pius XII. aus Gebietsabtretungen des Apostolischen Vikariates Kleine Sunda-Inseln als Apostolisches Vikariat Ruteng errichtet. Das Apostolische Vikariat Ruteng wurde am 3. Januar 1961 durch Papst Johannes XXIII. mit der Apostolischen Konstitution Quod Christus zum Bistum erhoben und dem Erzbistum Ende als Suffraganbistum unterstellt.
Am 21. Juni 2024 wurde der in der Westmanggarai gelegene Teil des Bistums zur Errichtung des Bistums Labuan Bajo abgetrennt.

## Ordinarien

### Apostolische Vikare von Ruteng
- Wilhelm van Bekkum SVD, 1951–1961

### Bischöfe von Ruteng
- Wilhelm van Bekkum SVD, 1961–1972
- Vitalis Djebarus SVD, 1973–1980, dann Bischof von Denpasar
- Eduardus Sangsun SVD, 1984–2008
- Hubertus Leteng, 2009–2017
- Siprianus Hormat, seit 2019